# Joyskim Dawa
Joyskim Aurélien Dawa Tchakonte (n. 9 aprilie 1996, Colombes, Île-de-France, Franța) este un fotbalist camerunez, care joacă pe post de fundaș la FCSB în SuperLiga României. Pe plan internațional, are prezențe la națională pentru Camerun.

## Cariera de club
Pe 2 februarie 2018, Dawa a semnat pentru Mariupol din Premier Liga ucraineană.
Pe 22 iunie 2022, Dawa s-a transferat la FCSB din Liga I.Aici, acesta a câștigat Superliga României 2023-2024 și Supercupa României 2024 contra echipei Corvinul Hunedoara.

## Cariera internatională
Dawa și-a făcut debutul la echipa națională a Camerunului într-o remiză fără goluri cu Malawi în preliminariile pentru Cupa Africii pe Națiuni, pe 16 octombrie 2018.